# To'ere

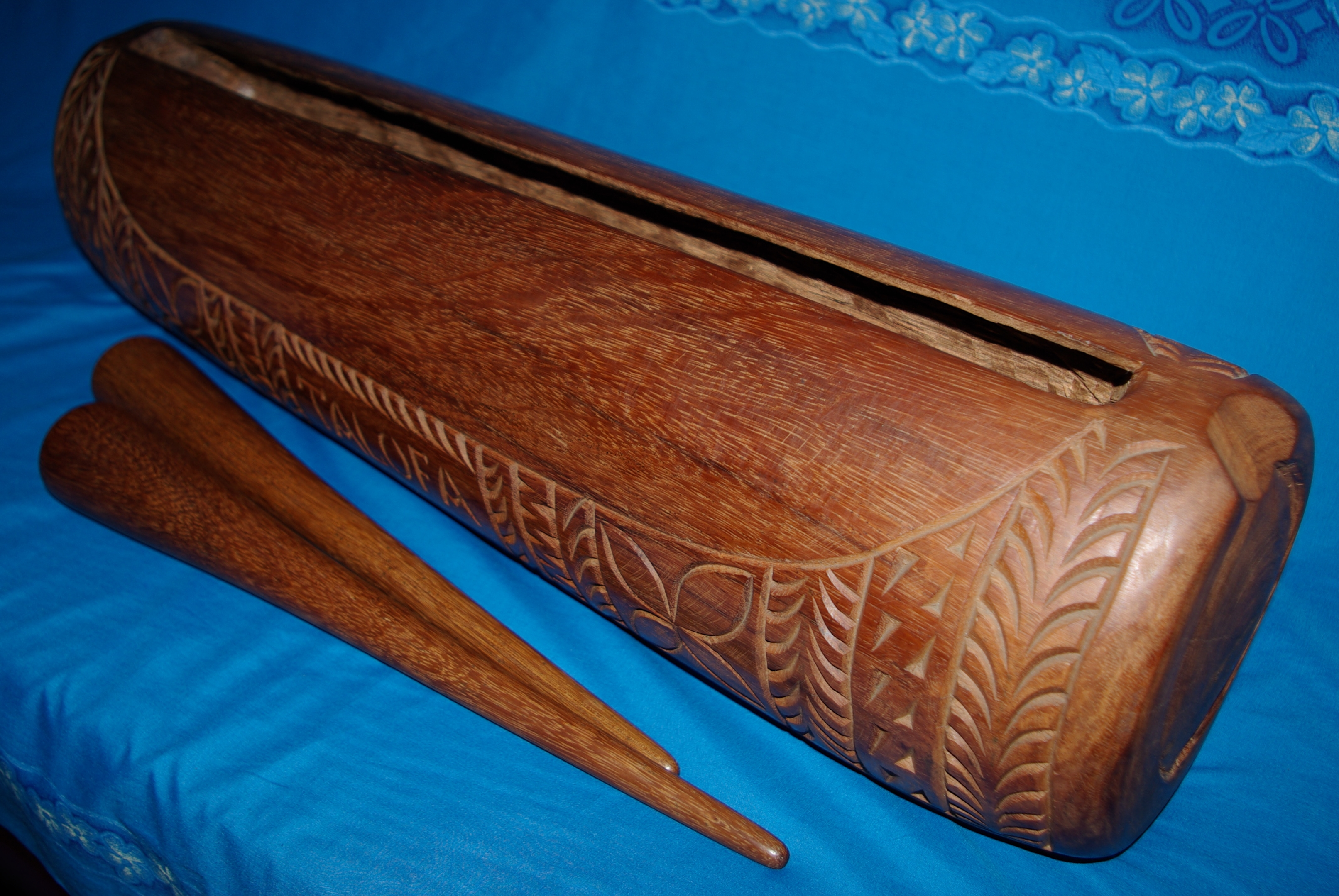
Pātē samoan.

Le to'ere (API : /toː?ere/) (îles de la Société), tokere (API : /toːkere/) (îles d'Aitutaki, Atiu, Mitiaro et Mauke), pate (API : /paːteː/) (Rarotonga et aux Samoa) ou encore ove (API : /ove/) (Mangaia) est un instrument de percussion polynésien utilisé dans les orchestres traditionnels pour accompagner les différentes danses et musiques polynésiennes.
Originaire des îles Cook, il serait d'importation relativement récente en Polynésie française, introduit sans doute par les nombreux insulaires des Cook venus travailler dans les plantations tahitiennes ou les mines de phosphate de l'île de Makatea aux XIXe et XXe siècles. Aux Samoa, ce sont les missionnaires de la London Missionary Society qui l’y amenèrent.

## Facture
C'est un tambour oblong à fente longitudinale, constitué d'un tronc de bois (miro, tou ou tamanu) creusé et évidé à partir d'une simple fente, souvent décoré de motifs polynésiens. Sa taille varie de 40 à 120 cm de long selon le timbre que l'on souhaite obtenir. On distingue ainsi aux îles Cook, le tokere-mamaiti de petite taille, le tokere-tangarongaro de taille medium et tokere-taki ou tokere-'atupaka pour les plus grandes tailles.
Il existait à Tahiti avant l’introduction du toere, un autre instrument plus ou moins proche et appelé le 'ihara (API : /?iːhara/). Plus rustique, il consistait en une section d'un gros bambou, fendu à l'entre-nœud.
Une autre variante archaïque, plus spécifique de l’île de Mangaia est le ka’ara, (API : /kaː?ara/). Long d’environ 90 centimètres, sa fente longitudinale, large aux extrémités, se rétrécit en son centre prenant la forme approximative d’un huit allongé. Bien que d’un poids élevé, le ka’ara était joué, suspendu au cou du percussionniste à l’aide d’un lien.

## Jeu
Avec la technique ta'iri ho'e (litt. frapper-un), il est posé verticalement à terre, tenu par une main pendant que l'autre frappe successivement et rapidement avec une baguette de bois de fer (le aito).
Avec la technique ta'iri piti (litt. frapper-deux), il est posé à terre horizontalement ou sur les pieds pour les petits modèles, sur les genoux du musicien ou un tréteau en bois pour les plus gros modèles et donc frappé à deux baguettes.
Dans l'orchestre il y a quatre types de fonctions dévolues au to'ere :
- to'ere arata'i, tokere arataki, pate arataki, meneur
- to'ere faatoma, rythmique
- to'ere tamau, tokere tamou, pate tamou, soutien
- to'ere tahape, tokere tangarongaro, pate tangarongaro, contretemps

À l’époque missionnaire, le to'ere servait également de cloche de rassemblement, invitant les habitants du village à se réunir pour le culte. Il peut encore dans certaines îles des Cook être utilisé dans les écoles pour signifier aux enfants le début ou la fin des cours, appeler les habitants d’un village à une réunion importante ou annoncer l’arrivée d’un bateau… 
Selon Mervyn McLean, « Son usage est en fait illimité requérant seulement un modèle rythmique différent selon le message à faire passer ».